# پاریس، دوستت دارم
پاریس، دوستت دارم (به فرانسوی: Paris, je t'aime) نام فیلمی است ۲ساعته، شامل ۱۸ بخش، که ۲۲ کارگردان از ملیت‌های مختلف در ایجادش نقش داشته‌اند. این فیلم در سال ۲۰۰۶ ساخته شد و از جمله کارگردان‌هایی که در این پروژه همکاری کرده‌اند می‌توان از برادران کوئن، الکساندر پین، آلفونسو کوارون، وس کریون، تام تیکور، والتر سالس، گاس ون سنت، گاریندر چادا، سیلوین شومه، دانیه‌لا توماش، اولیویه آسایاس و یولاند مورو نام برد.